# مارتین آهارونیان

مارتیروس (مارتین) وارتگسی آهارونیان (ارمنی: Մարտիրոս (Մարտին) Վարդգեսի Ահարոնյան؛ زاده ۲۴ مارس ۱۹۵۴) نقاش و گیتارنواز اهل ارمنستان است. وی از سال میلادی تاکنون مشغول فعالیت بوده است.

## زندگی‌نامه
وی در ۲۴ مارس ۱۹۵۴ در ایروان به دنیا آمد و از کالج دولتی هنرهای زیبای پانوس ترلمزیان (۱۹۷۳),  انستیتو دولتی هنری و نمایشی ایروان (۱۹۷۹) و   دانشگاه هنر دولتی از راه دور (۱۹۷۹) فارغ‌التحصیل گشت. عضو اتحادیه نقاشان ارمنستان است. وی همچنین برنده جوایزی همچون چهره فرهنگی شایسته جمهوری ارمنستان شد.

## یادداشت
1. ↑  Ժողովրդական արվեստների հեռակա համալսարան